# Musée d'Automates et de Boîtes à musique
Le musée d'Automates et de Boîtes à musique  se consacre aux automates d'art et boîte à musique, il est situé dans le Centre international de la mécanique d'art (Cima) à Sainte-Croix, en Suisse.

## Historique
Le musée du Cima est ouvert au public depuis juillet 1985.

## Collections
Le musée du Cima présente deux cents ans d’histoire de fabrication du mouvement à musique de 1796 à nos jours et met l’accent sur deux productions essentielles : celle des boîtes à musique et celle des automates d'art. Mais on y trouve également des oiseaux chanteurs, des tabatières, des pianos mécaniques et différents témoins du passé industriel de Sainte-Croix comme des tourne-disques Thorens, des caméras Bolex, des machines à écrire Hermes fabriquées par l'entreprise Paillard.

## Galerie d'images

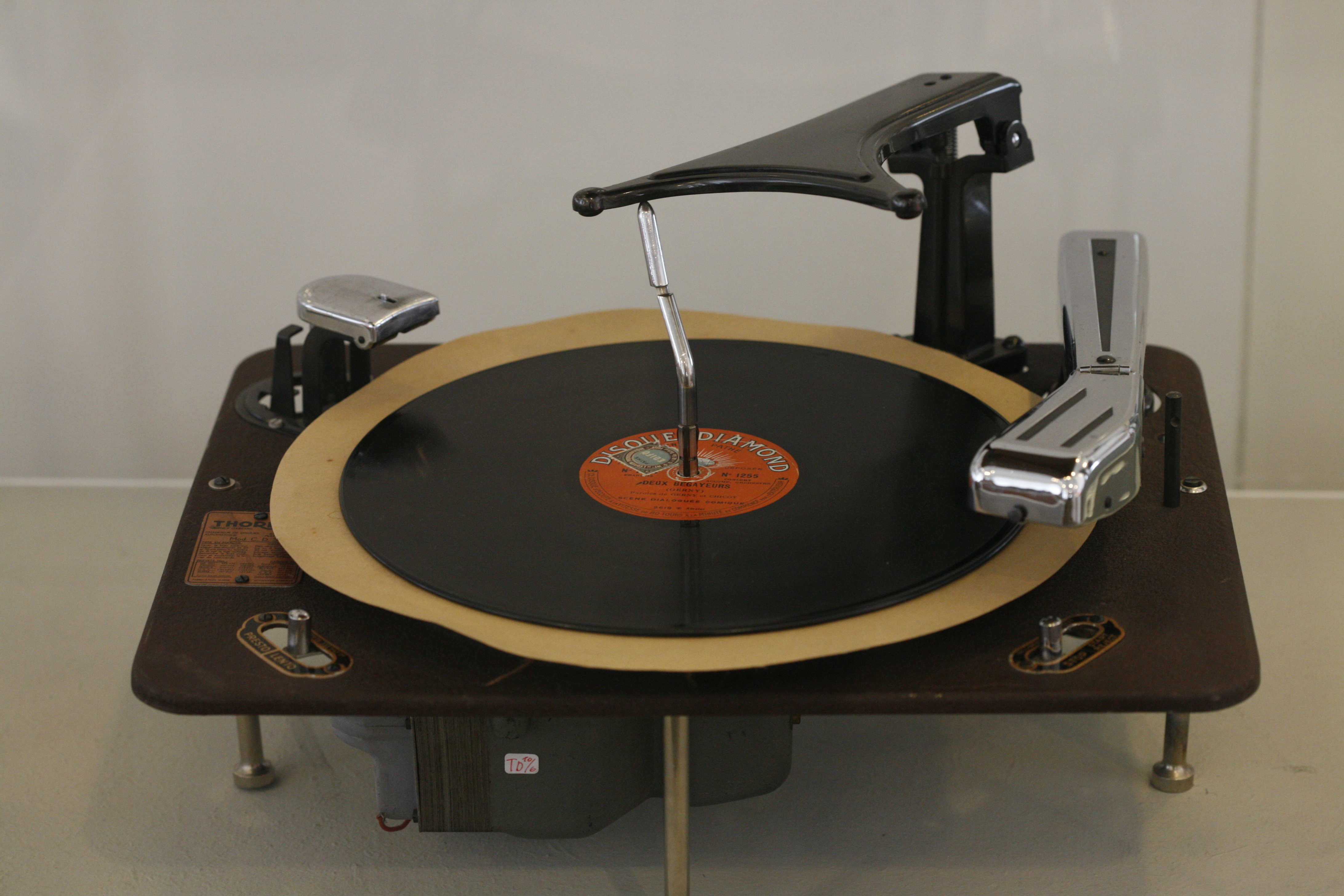
Tourne-disque Thorens
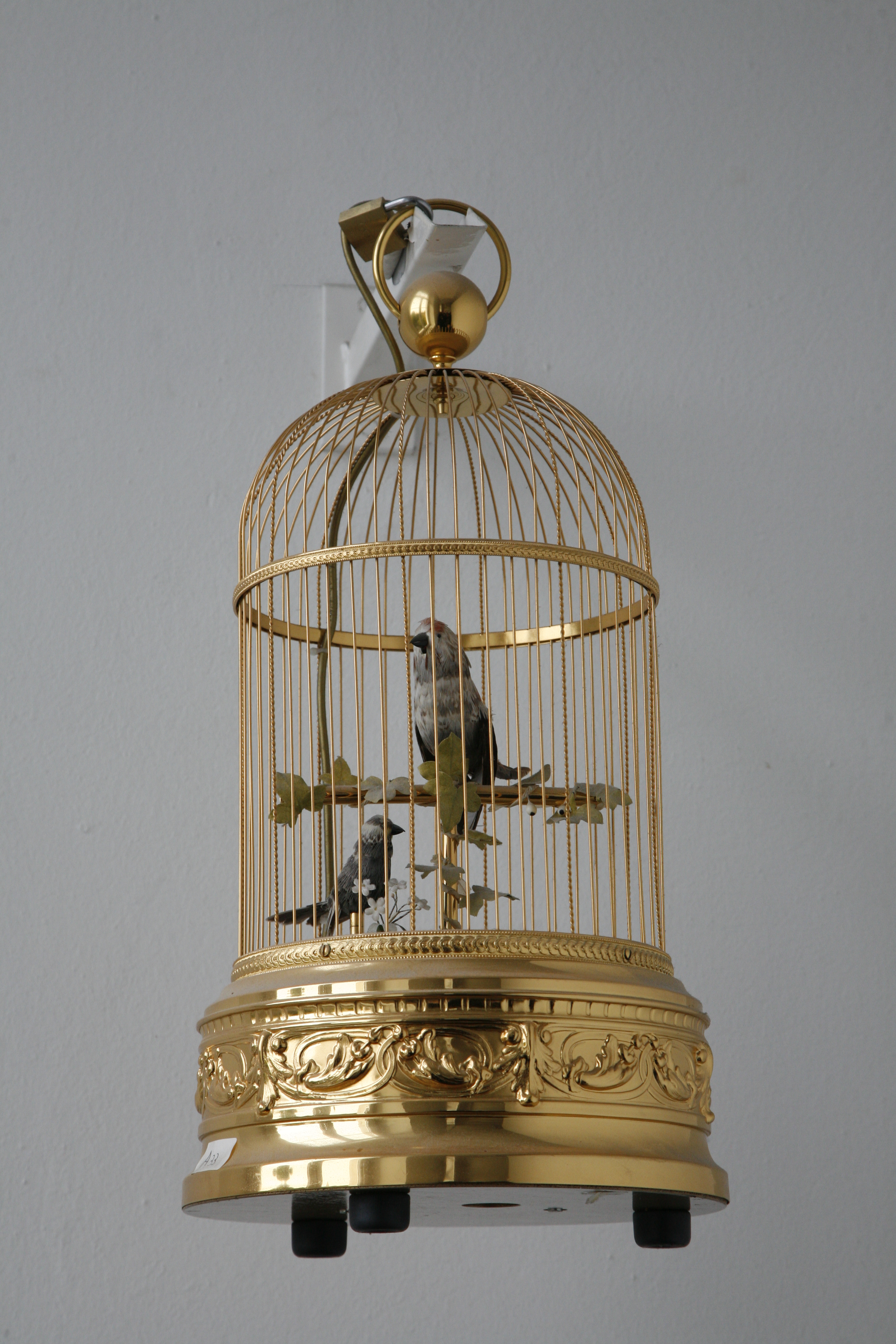
Cage à oiseau chanteur
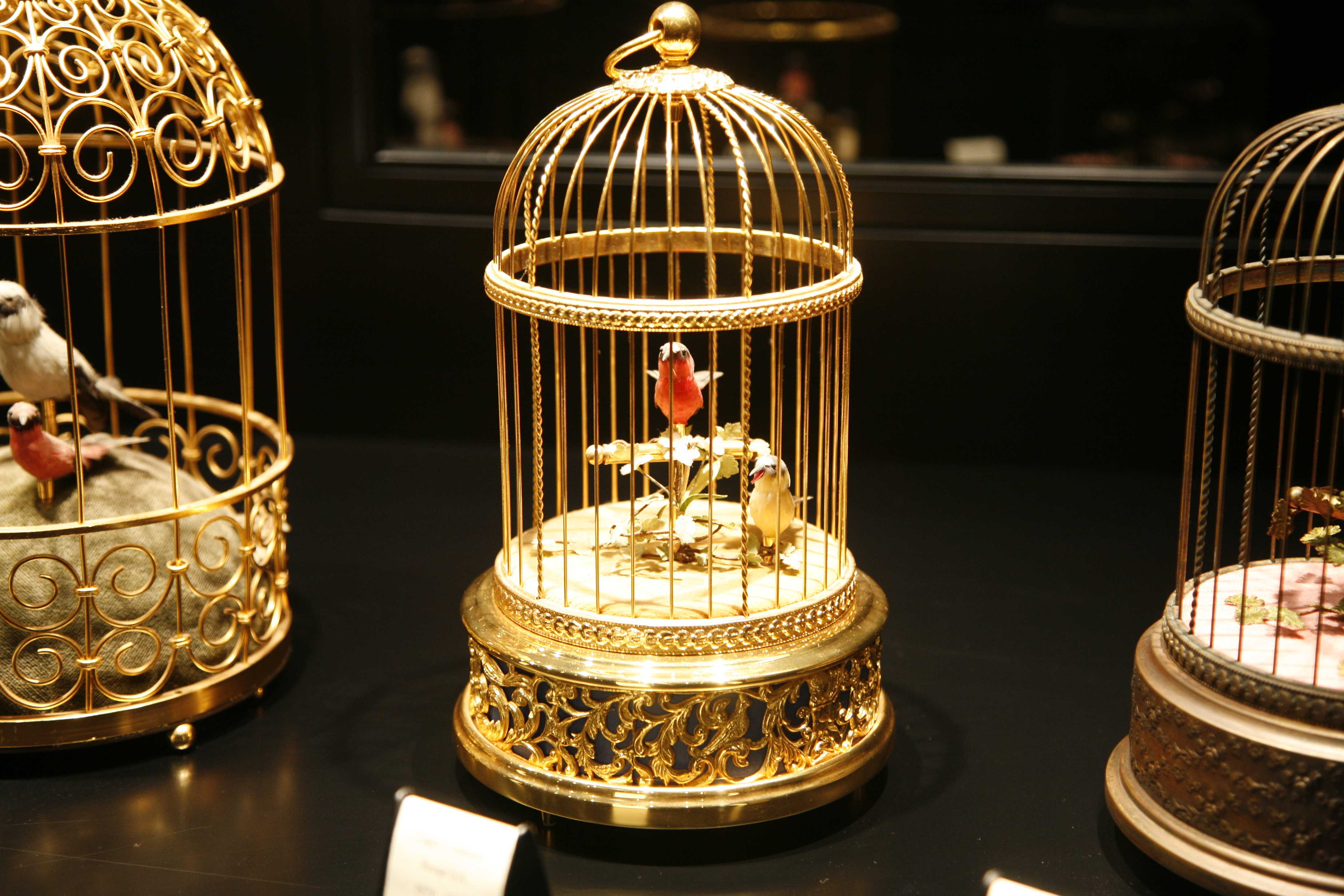
Cage à oiseau chanteur
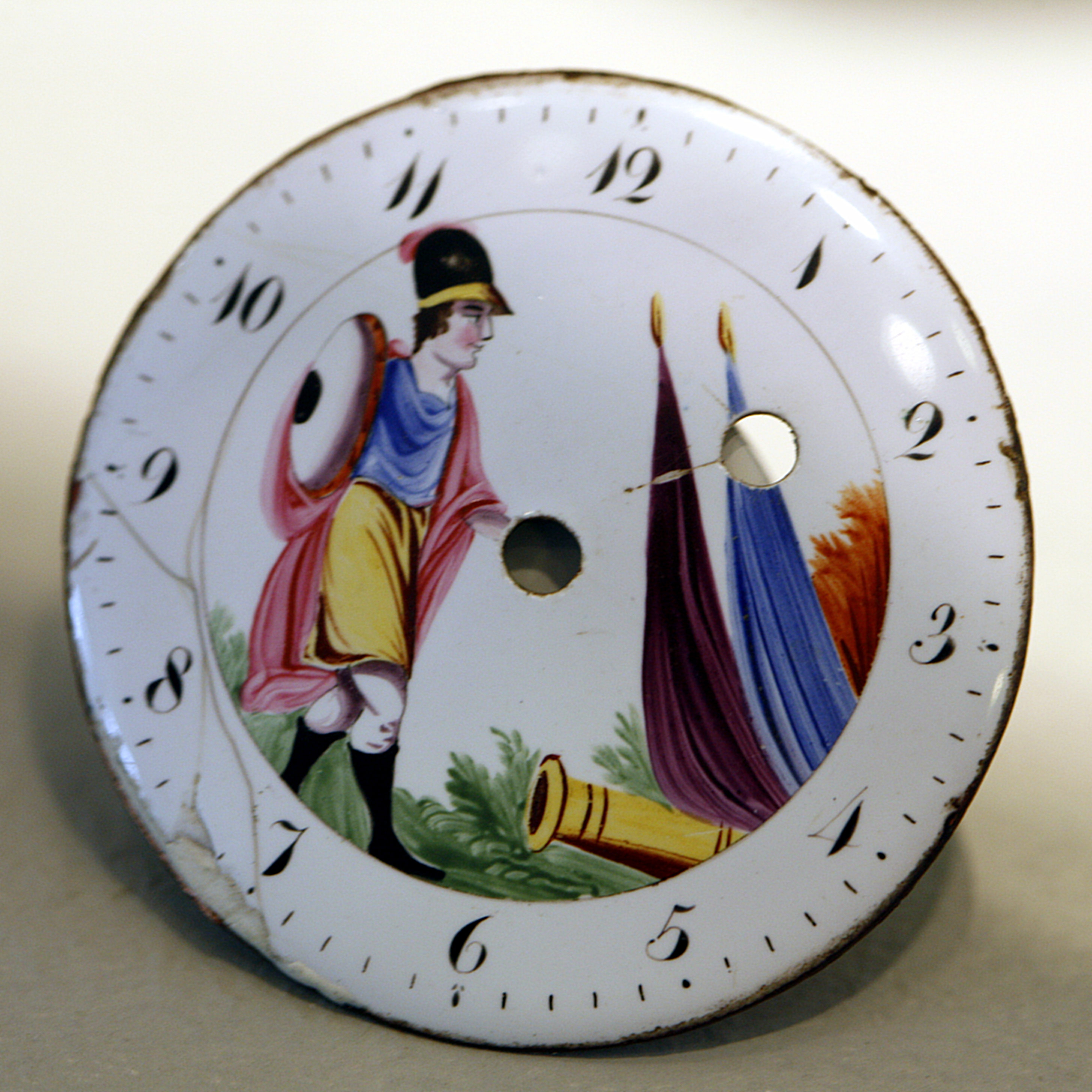
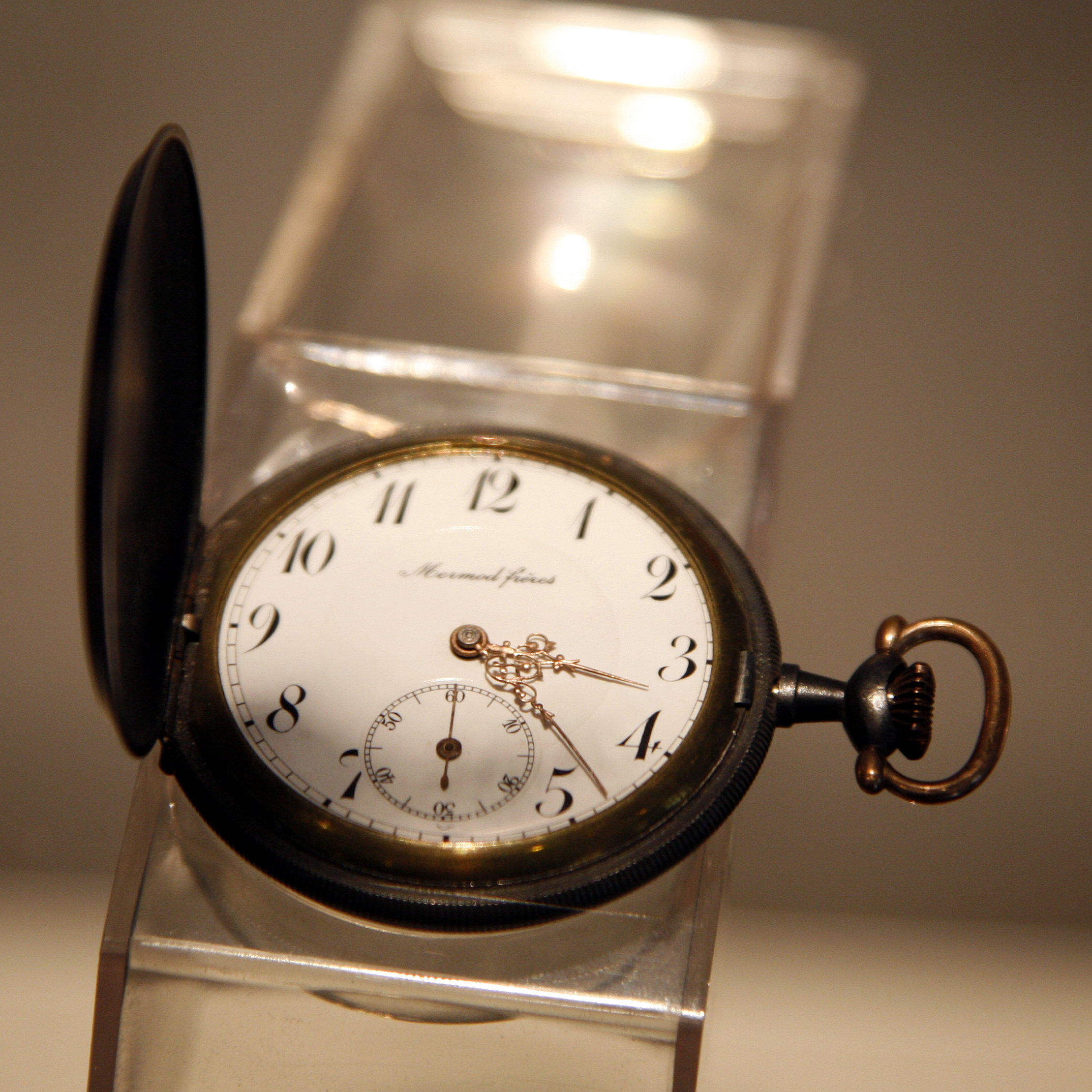
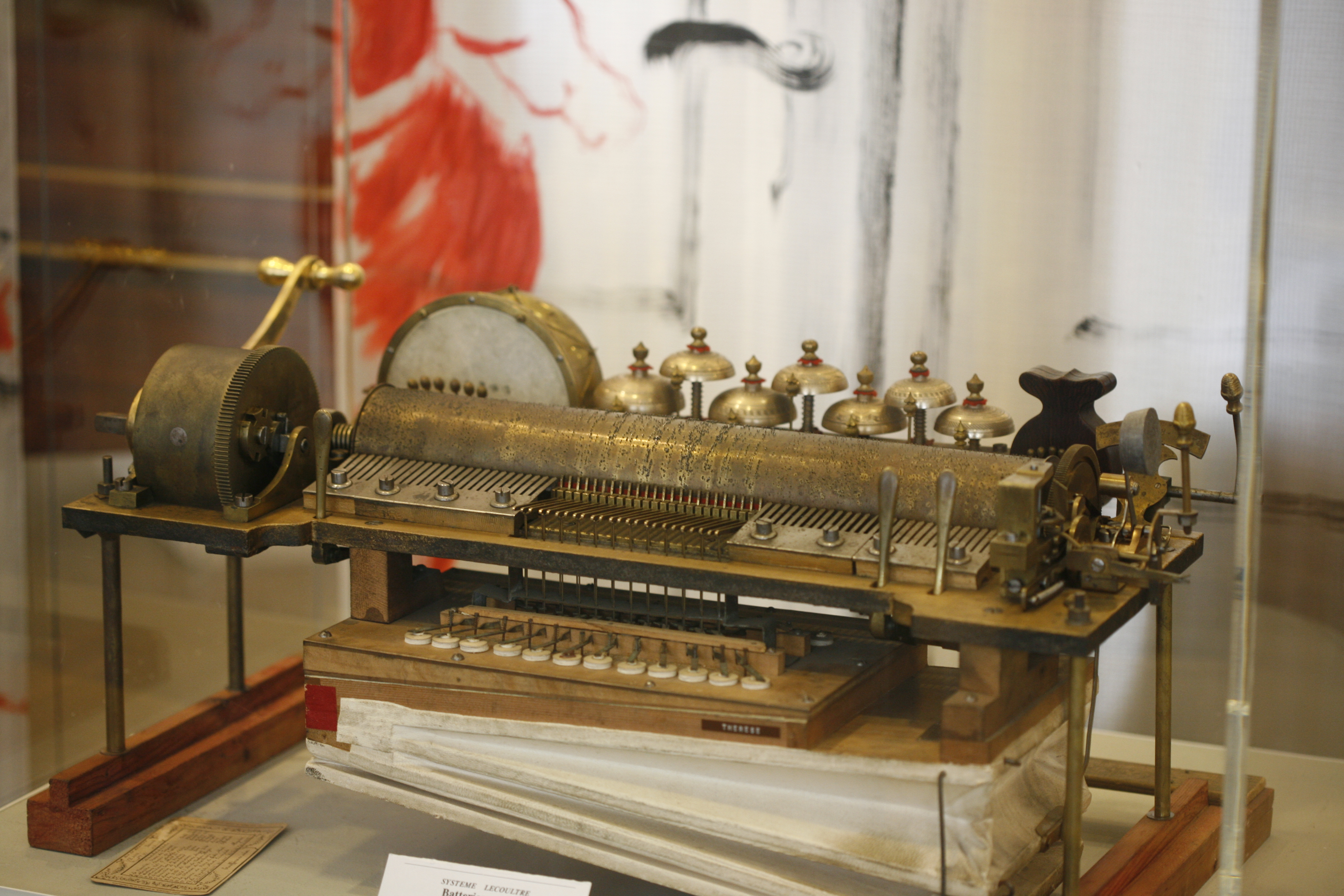
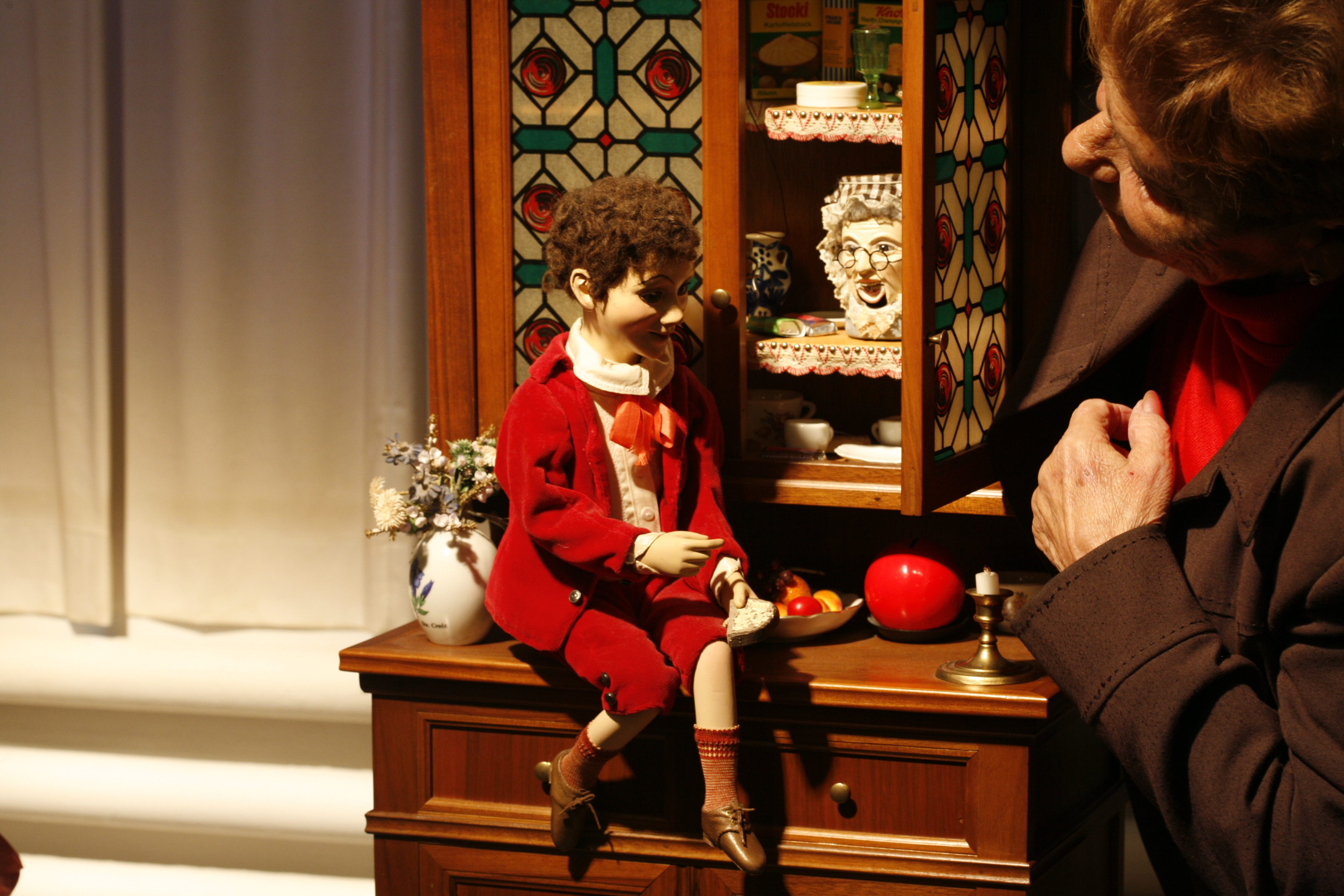
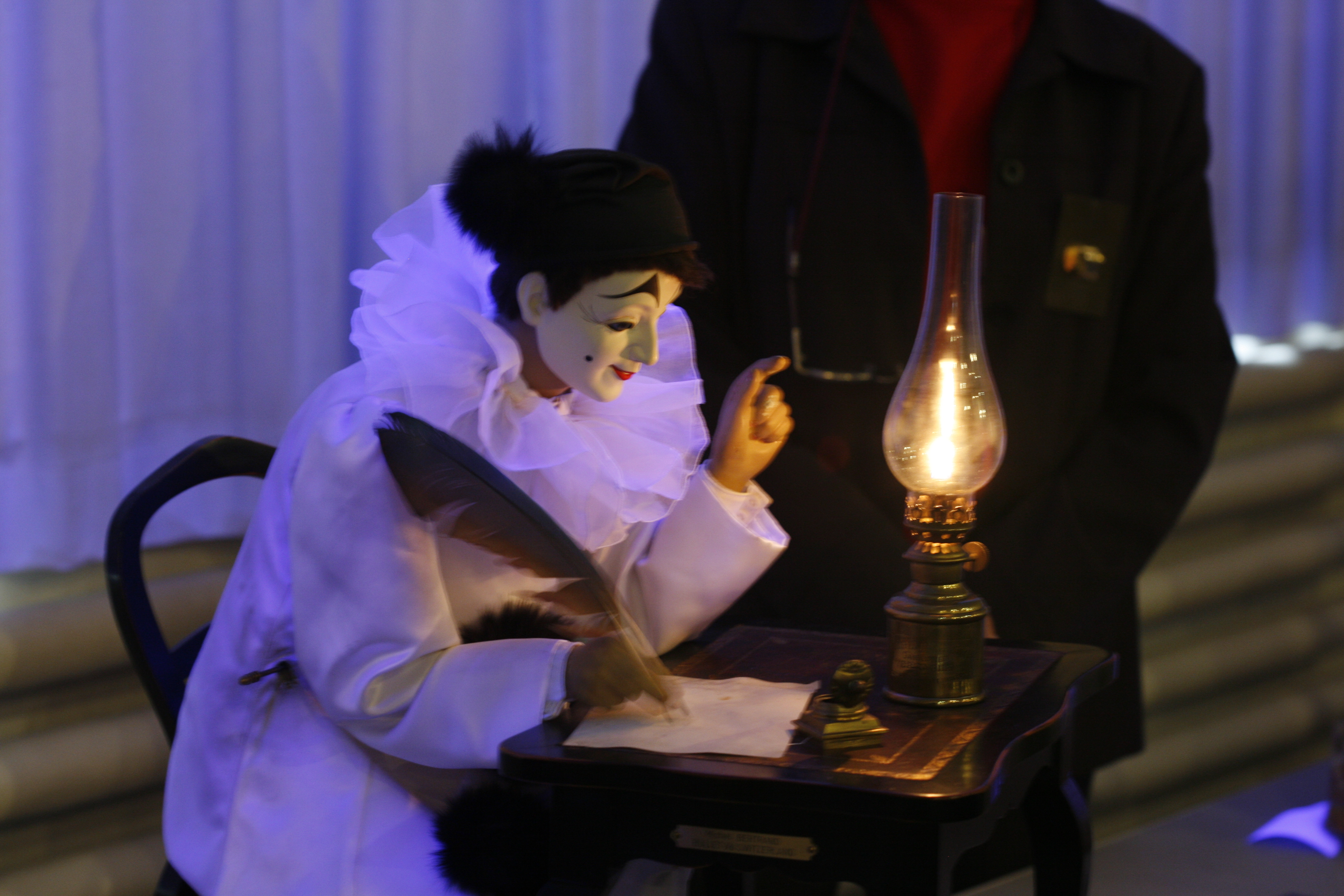
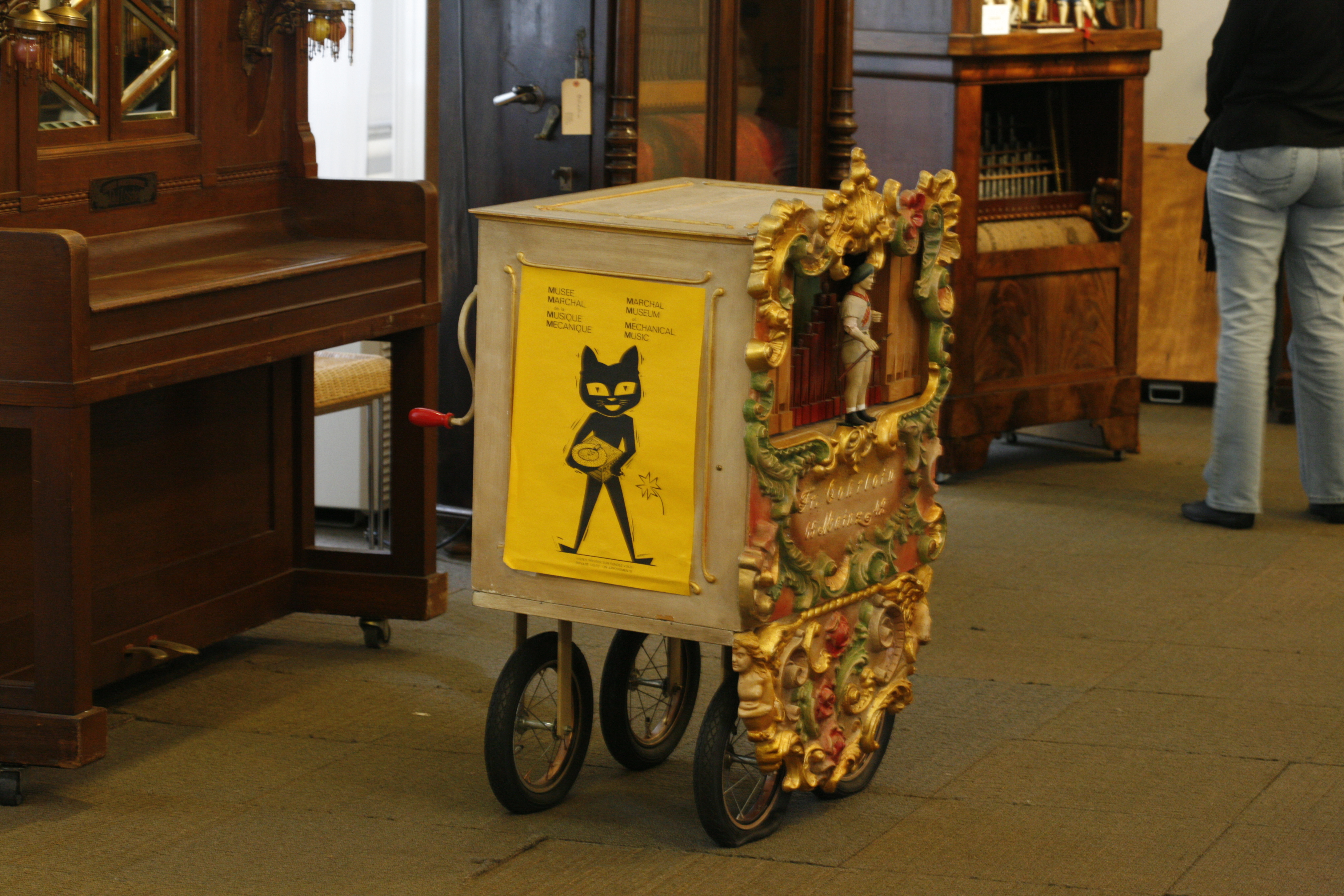